# Concrete Mathematics
Das Buch Concrete Mathematics: A Foundation for Computer Science von Ronald L. Graham, Donald E. Knuth und Oren Patashnik gilt als eines der Standardwerke der universitären Informatik.

## Inhalt und Geschichte
Das Werk liefert den mathematischen Hintergrund, der zur Analyse von Algorithmen benötigt wird. Während einige Themen des Buches auch in klassischer Literatur zur Diskreten Mathematik zu finden sind, haben die Autoren doch einen bis dahin einzigartigen Zugang zur Materie: Sie erklären im Vorwort, dass konkrete Mathematik eine Mischung aus kontinuierlicher und diskreter Mathematik („a blend of CONtinuous and disCRETE mathematics“) sei. In Erklärungen und Übungen wird oft Infinitesimalrechnung verwendet. Der Ausdruck konkret dient überdies zur Abgrenzung gegenüber der abstrakten Mathematik.
Das Buch basiert auf einem Kurs, den Knuth 1970 in Stanford gehalten hat. Es erweitert das einführende Mathematikkapitel in Knuths bekannter Reihe The Art of Computer Programming.
Concrete Mathematics sticht durch seinen ungezwungenen, witzigen Stil hervor. Die Autoren lehnen den angeblich trockenen Stil der meisten Mathematiklehrbücher ab, so enthalten zum Beispiel die Seitenränder „mathematische Graffiti“: die Kommentare der ersten Redakteure des Textes und von Knuths und Patashniks Studenten in Stanford.
Wie bei allen Werken von Knuth sind die Leser eingeladen, gegen eine Belohnung Fehler im Buch zu melden, seien sie „technisch, historisch, typographisch oder politisch inkorrekt“.

## Typographie
Donald Knuth, der Autor des Textsatzsystems TeX, nutzte die erste Ausgabe von Concrete Mathematics als Test für die Schriftarten AMS Euler und Concrete Roman.

## Ausgaben
- 1. Ausgabe: September 1988 (ISBN 0-201-14236-8)
- 2. Ausgabe: Januar 1994 (ISBN 0-201-55802-5)